# Moskalivka, Iarmolînți
Moskalivka (în ucraineană Москалівка) este localitatea de reședință a comunei Moskalivka din raionul Iarmolînți, regiunea Hmelnîțkîi, Ucraina.

## Demografie
Componența lingvistică a localității Moskalivka
     Ucraineană (97,92%)
     Alte limbi (0,64%)
Conform recensământului din 2001, majoritatea populației localității Moskalivka era vorbitoare de ucraineană (97,92%), existând în minoritate și vorbitori de armeană (1,44%).